# Daniela Büchner

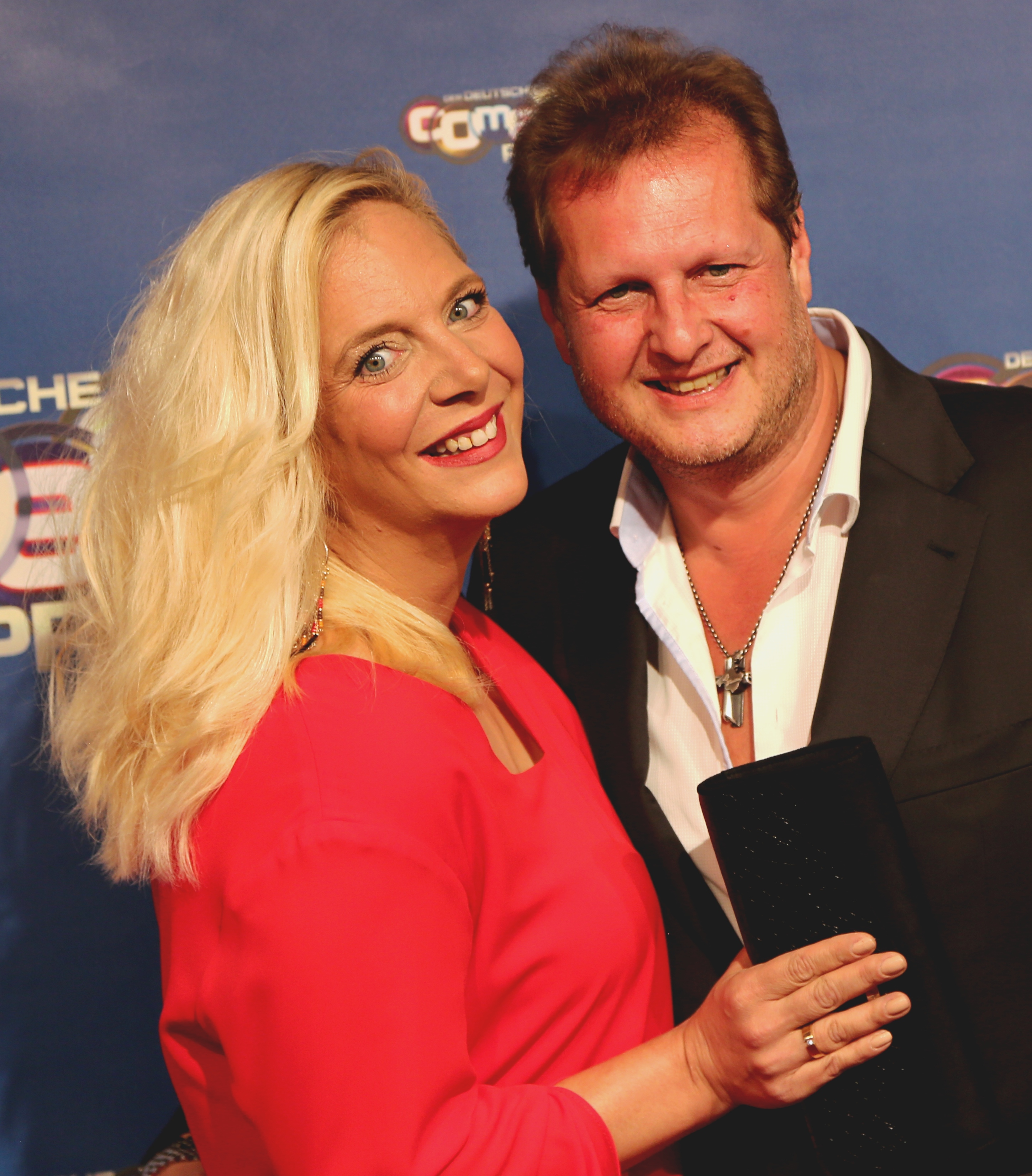
Daniela und Jens Büchner beim Deutschen Comedypreis 2017.

Daniela „Danni“ Büchner (* 22. Februar 1978 in Düsseldorf als Daniela Rapp) ist eine deutsche Reality-TV-Teilnehmerin.

## Leben
Büchner ist die Älteste von sechs Schwestern, ihre Eltern heirateten ein Jahr nach ihrer Geburt.  Ihre Kindheit war vom Alkoholismus ihres Vaters und seiner Gewaltbereitschaft gegenüber ihrer Mutter geprägt. 1990 zog sie im Alter von zwölf Jahren mit ihren Eltern und ihren Geschwistern in den Wollepark, einer Großwohnsiedlung in Delmenhorst. Nach der achten Klasse wurde sie ohne Abschluss der Schule verwiesen. Später holte sie die Mittlere Reife nach. Von 1994 bis 1997 absolvierte Büchner eine Ausbildung zur Friseurin. Im Jahr 1999 heiratete sie in der Türkei ihre Jugendliebe Yılmaz Karabaş. Aus der Ehe stammen zwei Töchter (* 1999, * 2004) und ein Sohn (* 2002). Im Jahr 2007 erfolgte die Scheidung. Yılmaz Karabaş starb 2009.
Im Juni 2015 lernte sie bei einem Stadtfest in Delmenhorst den Schlagersänger Jens Büchner kennen. Mit ihren drei Kindern zog sie ein halbes Jahr später zu ihm nach Cala Millor und war seitdem in der VOX-Doku Goodbye Deutschland! Die Auswanderer zu sehen. 2016 bekam das Paar Zwillinge und heiratete im Juni 2017. Die Hochzeit wurde ebenfalls von Goodbye Deutschland! begleitet. Im März 2018 eröffneten sie das Café Faneteria.
Mit ihrem Mann nahm sie 2018 an der Reality-Show Das Sommerhaus der Stars – Kampf der Promipaare teil, wo sie den siebten Platz erreichten. Im November 2018 starb Jens Büchner an den Folgen von Lungenkrebs. Danni Büchners für Januar 2019 vorgesehene Teilnahme an Ich bin ein Star – Holt mich hier raus! wurde daraufhin um ein Jahr verschoben, sie nahm nun im Januar 2020 als Kandidatin der 14. Staffel des „Dschungelcamps“ teil und erreichte den dritten Platz. Von November 2020 bis März 2021 war sie mit dem Schlagersänger und Reality-TV-Teilnehmer Ennesto Monté liiert. Im Juli 2021 folgte ein kurzfristiger Neuanfang der Beziehung, jedoch verkündete das Paar fünf Tage später die erneute Trennung.
Im August 2021 folgte die Teilnahme an der neunten Staffel von Promi Big Brother, wo Büchner den siebten Platz belegte. 2023 belegte Büchner den 4. Platz bei Das große Promi-Büßen.

## Fernsehauftritte
- seit 2016: Goodbye Deutschland! Die Auswanderer (VOX)
- 2018: Das Sommerhaus der Stars – Kampf der Promipaare (RTL) (Kandidatin)
- 2019: Stern TV (RTL) (Gast)
- 2020: Ich bin ein Star – Holt mich hier raus! (RTL) (Kandidatin)
- 2021: Promi Big Brother (Sat.1) (Kandidatin)
- 2022: Das Klassentreffen der Dschungelstars (RTL) (Gast)
- 2022: Ich bin ein Star – Holt mich hier raus! Die große Dschungelparty (RTL) (Gast)
- 2022, 2023: Ich bin ein Star – Die Stunde danach (RTL) (Gast)
- 2022: Das perfekte Promi-Dinner (VOX) (Kandidatin)
- 2022: Nightwatch – Jenseits der Angst (TLC)
- 2023: Das große Promi-Büßen (Pro7) (Kandidatin)
- 2023: Promi Big Brother – Die Late Night Show (Sat.1) (Gast)
- 2024: The 50 (Prime Video) (Kandidatin)
- 2024: BILD Brauhaus-Battle (BILD+) (Kandidatin)
- 2024: Reality Queens – Auf High Heels durch den Dschungel (RTL+) (Kandidatin)
- 2024: Ich bin ein Star – Showdown der Dschungel-Legenden (RTL) (Kandidatin)
- seit 2024: Diese Büchners – Familientrubel unter Palmen (RTL ll) (Protagonistin)
- 2025: Eltons 12 (RTL) (Kandidatin)